# Amendement sur les titres de noblesse de la Constitution des États-Unis
Il s'agit d'un amendement proposé à la Constitution des États-Unis en 1810 et interdisant à un citoyen américain d'accepter quelque titre de noblesse que ce soit sous peine d'être déchu de sa nationalité. Adopté par le Congrès, il n'a jamais été ratifié par les trois quarts des États comme l'exige la constitution pour entrer en vigueur.

## Texte
« If any citizen of the United States shall accept, claim, receive or retain, any title of nobility or honour, or shall, without the consent of Congress, accept and retain any present, pension, office or emolument of any kind whatever, from any emperor, king, prince or foreign power, such person shall cease to be a citizen of the United States, and shall be incapable of holding any office of trust or profit under them, or either of them »
« Tout citoyen des États-Unis qui acceptera, prétendra, recevra ou conservera un titre de noblesse ou honorifique, ou qui acceptera et conservera sans le consentement du Congrès tout don, pension, fonction ou émolument de quelque sorte que ce soit provenant d'un empereur, d'un roi, d'un prince ou d'une puissance étrangère, cessera d'être un citoyen des États-Unis et ne pourra détenir de fonction ou charge publique sous l'autorité des États-Unis ou d'un des États. »